# Kawasaki Racing
Kawasaki Racing è la divisione sportiva dell'azienda motociclistica Kawasaki. La storia dell'attività motociclistica da parte del conglomerato giapponese, già attivo in molti settori dell'industria metalmeccanica pesante, ebbe inizio dopo il termine della seconda guerra mondiale, dapprima con la produzione di soli propulsori e in seguito, dopo la fusione con un'altra azienda motociclistica, la Meguro, con la nascita della divisione Kawasaki Motorcycle Co nella prima metà degli anni sessanta. Le prime tracce delle apparizioni negli albi d'oro delle competizioni motociclistiche risultano essere quelle nel motomondiale 1965 in occasione del gran premio di casa.

## Il motomondiale
Per quanto riguarda questa categoria di corse in circuito, dopo la prima sporadica apparizione, la casa giapponese si presentò nelle competizioni del motomondiale in maniera più continuativa a partire dal 1966 in cui iscrisse nella classe 125 come pilota ufficiale Toshio Fujii. Prima del termine della stagione e senza riuscire nel frattempo ad ottenere punti validi per la classifica iridata, lo stesso incorse però in un incidente mortale al Tourist Trophy.
Per vedere per la prima volta apparire la Kawasaki nelle classifiche iridate si dovette perciò attendere l'anno successivo dove si presentò, oltre che nella 125, anche nella classe 250 schierando quale pilota di punta il britannico Dave Simmonds. Mentre altre case giapponesi come Suzuki e Honda riducevano il loro impegno nelle competizioni, Kawasaki continuò nelle sue attività sportive e dopo un anno piuttosto avaro di risultati come quello del 1968, nel motomondiale 1969 centrò il suo primo successo importante, ottenendo il titolo iridato piloti con Dave Simmonds che lo ottenne nella classe 125 grazie anche a 8 successi nei singoli gran premi.
Anche il motomondiale 1970 fu un anno importante per la casa con le prime partecipazioni alle competizioni della classe 500 e soprattutto per averlo fatto con la H1R, una motocicletta dotata di motore a due tempi in un periodo in cui la tecnologia dominante era quella della propulsione a quattro tempi. Per quanto non sia mai riuscita ad ottenere dei risultati particolarmente eclatanti, escludendo la vittoria ottenuta da Dave Simmonds nel Gran Premio motociclistico di Spagna 1971, aprì la strada alla tecnologia che avrebbe poi dominato nella classe regina per un trentennio.
Da parte sua, i modelli tricilindrici Kawasaki vennero messi a disposizione anche di vari piloti privati e gareggiarono per alcuni anni a seguire nel mondiale, senza riuscire però ad ottenere risultati degni di nota; la seconda ed ultima vittoria di questa fase storica avvenne solo nel Motomondiale 1975 quando un altro pilota britannico, Mick Grant, si impose al Tourist Trophy con l'ultima versione derivata dalla H1R nella quale una delle modifiche più importanti era stata quella di essere passata dall'originario raffreddamento ad aria a quello a liquido. 

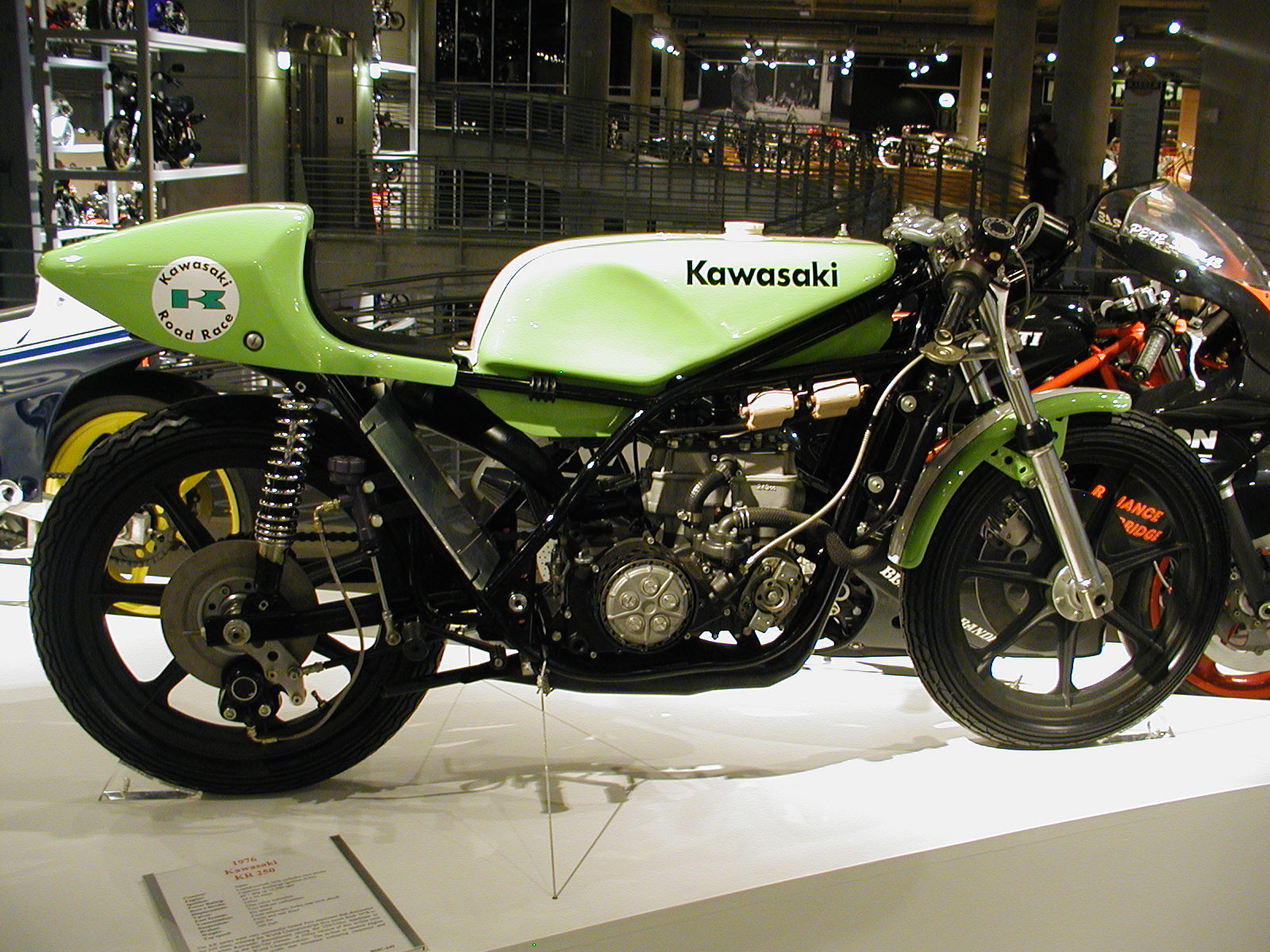
La Kawasaki KR 250.

La partecipazione ufficiale ai gran premi subì a questo punto un'interruzione per riprendere alcuni anni dopo, grazie al progetto della KR 250-350, moto destinata a dominare per alcuni anni le scene delle due classi 250 e 350. Per il ritorno la casa si affidò peraltro a team esterni che gestivano le moto preparate in Giappone.
Grazie a due piloti, il sudafricano Kork Ballington e il tedesco Anton Mang, Kawasaki ottenne 4 titoli iridati in ognuna delle due classi tra il 1978 e il 1982, data in cui annunciò un nuovo ritiro dalle gare. Quasi negli stessi anni provò anche a competere nella classe 500 con la KR 500 ma i risultati furono deludenti e non si videro più in gara moto Kawasaki in classe 500 fino all'abolizione della classe avvenuta al termine del 2001.
Nelle stagioni 1995 e 1996 si disputa, in concomitanza con le gare in territorio europeo del motomondiale la Thunderbike Trophy, categoria riservata a motociclette da 600 cm³ con motori a quattro tempi con quattro cilindri. Kawasaki ottiene le cose migliori nella prima edizione conquistando tre Gran Premi ed il titolo piloti con il tedesco Udo Mark.
Il nuovo ritorno ufficiale alle gare del motomondiale avvenne al secondo anno di esistenza della nuova MotoGP, dopo aver effettuato solamente delle sporadiche apparizioni nel 2002. La moto scelta per il ritorno è stata la ZX-RR che ha continuato a gareggiare nella classica livrea verde, con risultati piuttosto deludenti, raccogliendo solo sporadici piazzamenti sul podio e senza riuscire ad inserirsi nella lotta di vertice, fino al termine del motomondiale 2008 quando Kawasaki decise nuovamente un suo ritiro da queste specifiche competizioni; la moto ha continuato ad essere presente ancora per un anno, il 2009, ma gestita dal team Hayate Racing e guidata da Marco Melandri il quale ottiene un secondo posto nel Gran Premio di Francia in condizioni meteo proibitive.

### Risultati MotoGP
I punti e il risultato finale sono la somma dei punti ottenuti da entrambi i piloti (diversamente dalla classifica costruttori) e il risultato finale si riferisce al team e non al costruttore.
| Anno | Moto           | Gomme | Piloti      |    |    |    |     |    |     |    |    |    |    |     |     |     |    |    |    |  |  | Punti | Pos. |
| ---- | -------------- | ----- | ----------- | -- | -- | -- | --- | -- | --- | -- | -- | -- | -- | --- | --- | --- | -- | -- | -- |  |  | ----- | ---- |
| 2003 | Kawasaki ZX-RR | D     | Garry McCoy | 16 | 17 | 18 | 9   | 15 | 17  | 18 | 16 | 16 | 18 | Rit | Rit | Rit | 19 | 13 | 19 |  |  | 15    | 12º  |
| 2003 | Kawasaki ZX-RR | D     | Andrew Pitt | 17 | 16 | 15 | Rit | 16 | Rit | 14 | 17 | 19 | 16 | 21  | 18  | 16  | 16 | 15 | 18 |  |  | 15    | 12º  |

| Anno | Moto           | Gomme | Piloti         |     |    |     |     |    |     |    |    |    |    |    |    |     |     |    |    |  |  | Punti | Pos. |
| ---- | -------------- | ----- | -------------- | --- | -- | --- | --- | -- | --- | -- | -- | -- | -- | -- | -- | --- | --- | -- | -- |  |  | ----- | ---- |
| 2004 | Kawasaki ZX-RR | B     | Shin'ya Nakano | 12  | 9  | Rit | Rit | 7  | Rit | 9  | 7  | 15 | 12 | 11 | 3  | Rit | 8   | 12 | 7  |  |  | 134   | 7º   |
| 2004 | Kawasaki ZX-RR | B     | Alex Hofmann   | Rit | 13 | Rit | 14  | 11 | 13  | 11 | 10 | 19 | 13 | 13 | 10 | 9   | Rit | 13 | 11 |  |  | 134   | 7º   |

| Anno | Moto           | Gomme | Piloti         |    |     |     |     |    |    |     |    |     |     |    |     |     |     |     |     |    |  | Punti | Pos. |
| ---- | -------------- | ----- | -------------- | -- | --- | --- | --- | -- | -- | --- | -- | --- | --- | -- | --- | --- | --- | --- | --- | -- |  | ----- | ---- |
| 2005 | Kawasaki ZX-RR | B     | Shin'ya Nakano | 5  | 8   | Rit | 8   | 10 | 9  | 8   | 9  | Rit | 6   | 12 | Rit | Rit | 7   | 7   | 10  | 11 |  | 150   | 6º   |
| 2005 | Kawasaki ZX-RR | B     | Alex Hofmann   | 11 | Inf | Inf | Inf | 12 | 17 | Rit | 12 | 8   | Rit | 15 | Rit | Inf | Inf | Inf | Inf | 14 |  | 150   | 6º   |
| 2005 | Kawasaki ZX-RR | B     | Olivier Jacque |    |     | 2   | 11  |    |    |     |    |     |     |    |     | Rit | NQ  | 16  | 13  |    |  | 150   | 6º   |

| Anno | Moto           | Gomme | Piloti          |     |     |    |    |     |    |     |    |     |     |     |    |     |    |     |     |     |  | Punti | Pos. |
| ---- | -------------- | ----- | --------------- | --- | --- | -- | -- | --- | -- | --- | -- | --- | --- | --- | -- | --- | -- | --- | --- | --- |  | ----- | ---- |
| 2006 | Kawasaki ZX-RR | B     | Shin'ya Nakano  | 7   | 11  | 8  | 10 | 12  | 11 | SQ  | 2  | Rit | 6   | Rit | 8  | Rit | 8  | Rit | Rit | 7   |  | 129   | 7º   |
| 2006 | Kawasaki ZX-RR | B     | Randy de Puniet | Rit | Rit | 12 | 12 | Rit | 13 | Rit | 14 | 12  | Rit | 12  | 14 | 13  | 11 | Rit | 10  | Rit |  | 129   | 7º   |

| Anno | Moto           | Gomme | Piloti          |     |    |     |    |     |     |    |    |     |     |   |    |     |     |   |    |    |    | Punti | Pos. |
| ---- | -------------- | ----- | --------------- | --- | -- | --- | -- | --- | --- | -- | -- | --- | --- | - | -- | --- | --- | - | -- | -- | -- | ----- | ---- |
| 2007 | Kawasaki ZX-RR | B     | Randy de Puniet | Rit | 13 | 8   | 8  | Rit | Rit | 5  | 6  | Rit | Rit | 6 | 8  | Rit | Rit | 2 | 6  | 4  | 9  | 176   | 7º   |
| 2007 | Kawasaki ZX-RR | B     | Anthony West    |     |    |     |    |     |     |    | 11 | 9   | 8   | 7 | 12 | 8   | 12  | 7 | 12 | 15 | 16 | 176   | 7º   |
| 2007 | Kawasaki ZX-RR | B     | Olivier Jacque  | 12  | 18 | Rit | NQ | Inf | 16  | NQ |    |     |     |   |    |     |     |   |    |    |    | 176   | 7º   |
| 2007 | Kawasaki ZX-RR | B     | Fonsi Nieto     |     |    |     |    | 11  |     |    |    |     |     |   |    |     |     |   |    |    |    | 176   | 7º   |

| Anno | Moto           | Gomme | Piloti        |    |    |    |    |     |     |    |     |     |     |     |    |    |    |    |    |    |    | Punti | Pos. |
| ---- | -------------- | ----- | ------------- | -- | -- | -- | -- | --- | --- | -- | --- | --- | --- | --- | -- | -- | -- | -- | -- | -- | -- | ----- | ---- |
| 2008 | Kawasaki ZX-RR | B     | John Hopkins  | 12 | 7  | 5  | 14 | Rit | Rit | 10 | Rit | NP  | Inf | Inf | 11 | 14 | 14 | 10 | 13 | 11 | 14 | 112   | 9º   |
| 2008 | Kawasaki ZX-RR | B     | Anthony West  | 16 | 13 | 16 | 17 | 14  | 14  | 12 | 10  | Rit | 10  | 17  | 5  | 13 | 11 | 15 | 12 | 12 | 17 | 112   | 9º   |
| 2008 | Kawasaki ZX-RR | B     | Jamie Hacking |    |    |    |    |     |     |    |     |     |     | 11  |    |    |    |    |    |    |    | 112   | 9º   |

| Legenda | 1º posto        | 2º posto            | 3º posto            | A punti      | Senza punti        | Grassetto – Pole position Corsivo – Giro più veloce |
| Legenda | Gara non valida | Non qual./Non part. | Ritirato/Non class. | Squalificato | '-' Dato non disp. | Grassetto – Pole position Corsivo – Giro più veloce |

## Superbike

### Mondiale Superbike
Kawasaki è presente nel Campionato mondiale Superbike fin dalla sua prima edizione nel 1988 e già quell'anno ottenne dei successi parziali, gli anni di maggiori successi furono comunque 1993 e 2013, quando Scott Russell e Tom Sykes riuscirono ad aggiudicarsi il titolo piloti, per quanto a Kawasaki sia sfuggito il titolo costruttori.
Dal 2009 al 2011, la squadra ufficiale è stata gestita dal team Paul Bird Motorsport, proprio nell'ultima di queste tre stagioni con la vittoria ottenuta da Tom Sykes al Nürburgring la Kawasaki ritorna al successo nel mondiale Superbike a distanza di 5 anni dall'ultima affermazione di Chris Walker ad Assen nel 2006. Per il 2012 il team britannico viene rimpiazzato dalla formazione spagnola Provec, che l'anno precedente gestiva il team ufficiale Kawasaki nel mondiale Supersport. Nel 2013 Kawasaki vince con l'inglese Tom Sykes il titolo piloti, a distanza di vent'anni esatti dal titolo 1993 dell'americano Scott Russell. Nel 2014 Sykes lotta fino all'ultima gara per il titolo, vinto poi dal francese Sylvain Guintoli su Aprilia; in compenso Kawasaki fa suo il titolo riservato alle moto in configurazione EVO con il pilota spagnolo David Salom che distanzia di 30 punti il più diretto avversario in questa speciale classifica.
Nel 2015 vince nuovamente il titolo piloti grazie all'inglese Jonathan Rea alla sua prima stagione nella squadra. Inoltre, grazie proprio a Rea e al compagno di marca Tom Sykes, Kawasaki si aggiudica anche il primo titolo costruttori nella categoria. Il 2016 vede la casa giapponese bissare i titoli ottenuti nella stagione precedente, grazie alle prestazioni dei piloti titolari, i riconfermati Jonathan Rea e Tom Sykes.

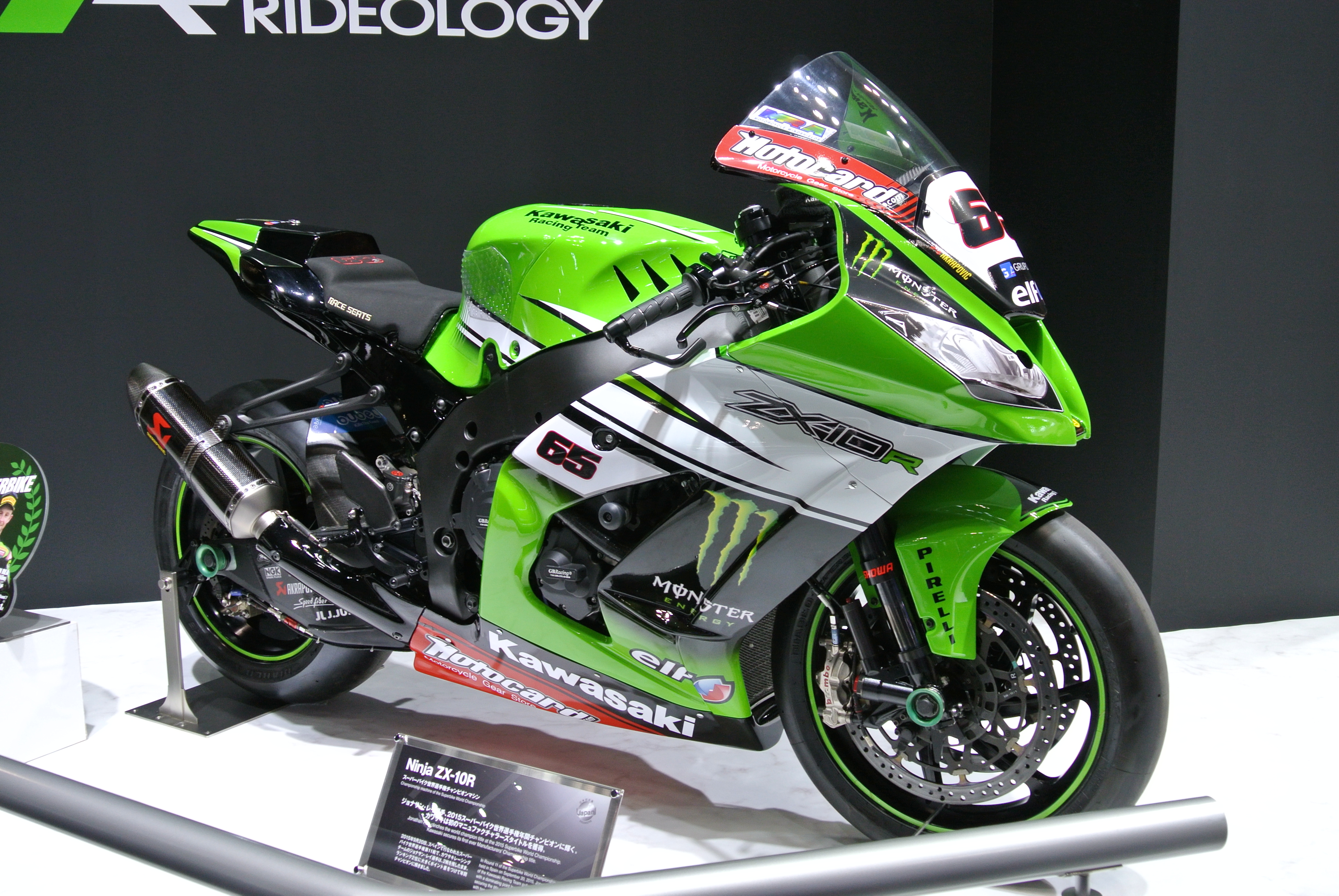
La ZX-10R iridata del 2015 in esposizione al Tokyo Motor Show.

Nel 2017 Kawasaki schiera il suo team ufficiale con la stessa coppia di piloti della stagione precedente. Jonathan Rea, con due gare d'anticipo sulla fine del campionato, si laurea campione mondiale diventando così il primo pilota nella storia di questo sport a vincere il titolo per tre stagioni consecutive. Ad una gara dal termine, in Spagna su circuito di Jerez, grazie alla doppietta di Rea, Kawasaki vince per il terzo anno consecutivo anche il titolo costruttori di categoria. Nel 2018, per il quarto anno consecutivo, Kawasaki ottiene sia il titolo piloti che quello riservato ai costruttori nel Campionato mondiale Superbike. Nel 2019 la coppia di piloti è formata dal confermato Jonathan Rea e da Leon Haslam. In occasione del Gran Premio d'Italia a Misano la casa giapponese riesce a piazzare, per la prima volta, tre moto nelle prime tre posizioni. Al termine della stagione Rea ottiene il titolo per il quinto anno consecutivo a cui si affiancano il titolo costruttori e il Trofeo Indipendenti con il pilota del team Turkish Puccetti Racing Toprak Razgatlıoğlu. Nel 2020 è Alex Lowes ad affiancare Rea, che conquista il sesto titolo mondiale consecutivo. Nel 2021 il team ufficiale Kawasaki si schiera con la stessa coppia di piloti della stagione precedente. Pur portando in pista una nuova versione della ZX-10RR non riesce la conquista del settimo titolo consecutivo con Rea che si classifica secondo nel mondiale a soli tredici punti dal vincitore Toprak Razgatlıoğlu. Il 2022, terzo anno per la coppia Rea-Lowes, vede Kawasaki classificarsi al terzo posto tra i costruttori come Rea tra i piloti con sei gare vinte. Nel 2023 gareggiano cinque ZX-10RRː oltre alle due del team ufficiale, una moto ciascuna per le squadre clienti Puccetti Racing, Orelac e TPR Pedercini. Tra i piloti prevale Jonathan Rea che ottiene un successo in gara uno a Most e chiude il campionato confermandosi al terzo posto, terzo posto confermato anche tra i costruttori. Nel 2024, rimasto solo Puccetti come Team privato, le due moto ufficiali sono affidate al confermato Lowes e ad Axel Bassani: stante il passaggio di Rea a Yamaha. Lowes ottiene due vittorie e, con dodici piazzamenti a podio, porta Kawasaki nuovamente al terzo posto.

### Mondiale Supersport
Un altro dei settori in cui Kawasaki è sempre stata particolarmente attiva è quello delle gare di moto più direttamente derivate dalla produzione di serie: nel campionato mondiale Supersport è arrivato un altro successo mondiale nel 2001 quando il pilota australiano Andrew Pitt si è aggiudicato il titolo iridato piloti guidando una Kawasaki ZX 6R del team Fuchs Kawasaki, particolarità di questa vittoria è che il pilota australiano non realizza nessuna vittoria in gara, ma prendendo punti in tutte le prove in calendario riesce ad ottenere l'iride mondiale. In passato la stessa cosa era accaduta nel motomondiale ma mai nei campionati mondiali per moto derivate dalla produzione di serie.
Il 2012 è l'anno del pilota turco Kenan Sofuoğlu, che a bordo di una Kawasaki si aggiudica il titolo piloti, mentre nel 2013 Kawasaki riesce a conquistare per la prima volta nella categoria il titolo costruttori, benché sia sfuggito il titolo piloti. Nelle stagioni 2015 e 2016 Kenan Sofuoğlu si aggiudica di nuovo il titolo piloti, contestualmente Kawasaki vince anche i titoli costruttori. Sempre nel 2016 viene introdotta all'interno di questo campionato la Coppa Europa, classifica riservata a piloti iscritti alle sole gare in territorio europeo in calendario. Ad aggiudicarsi la prima edizione è un pilota Kawasakiː l'italiano Axel Bassani con cinquantacinque punti mondiali. Nel 2018, anno in cui non ottiene vittorie né piazzamenti a podio in categoria, Kawasaki porta a casa la seconda Coppa Europa, stavolta con l'olandese Rob Hartog. Torna al successo nel 2019, nei Gran Premi di Francia e Qatar con Lucas Mahias oltre a vincere, per la terza volta in quattro edizioni, la Coppa Europaː stavolta col britannico Kyle Smith. Nel 2020 conferma il secondo posto tra i costruttori vincendo nuovamente due Gran Premi con Mahias. 
Il 2021 vede Kawasaki di nuovo al secondo posto tra i costruttori riuscendo a strappare a Yamaha un unico successoː quello ottenuto in gara uno a Mandalika da Raffaele De Rosa. Nel 2022 vengono schierate sei ZX-6R gestite da quattro team diversi. La stagione si conclude al terzo posto in classifica costruttori con l'unico successo ottenuto al Gran Premio d'Australia da Yari Montella. Un solo successo anche nel 2023, ottenuto da Can Öncü nella gara uno del Gran Premio dell'Indonesia, con Kawasaki che si classifica al quarto posto tra i costruttori. Quattro ZX-6R, affidate a quattro diverse squadre nel 2024: anno che si conclude, senza acuti, al quinto posto tra i costruttori.

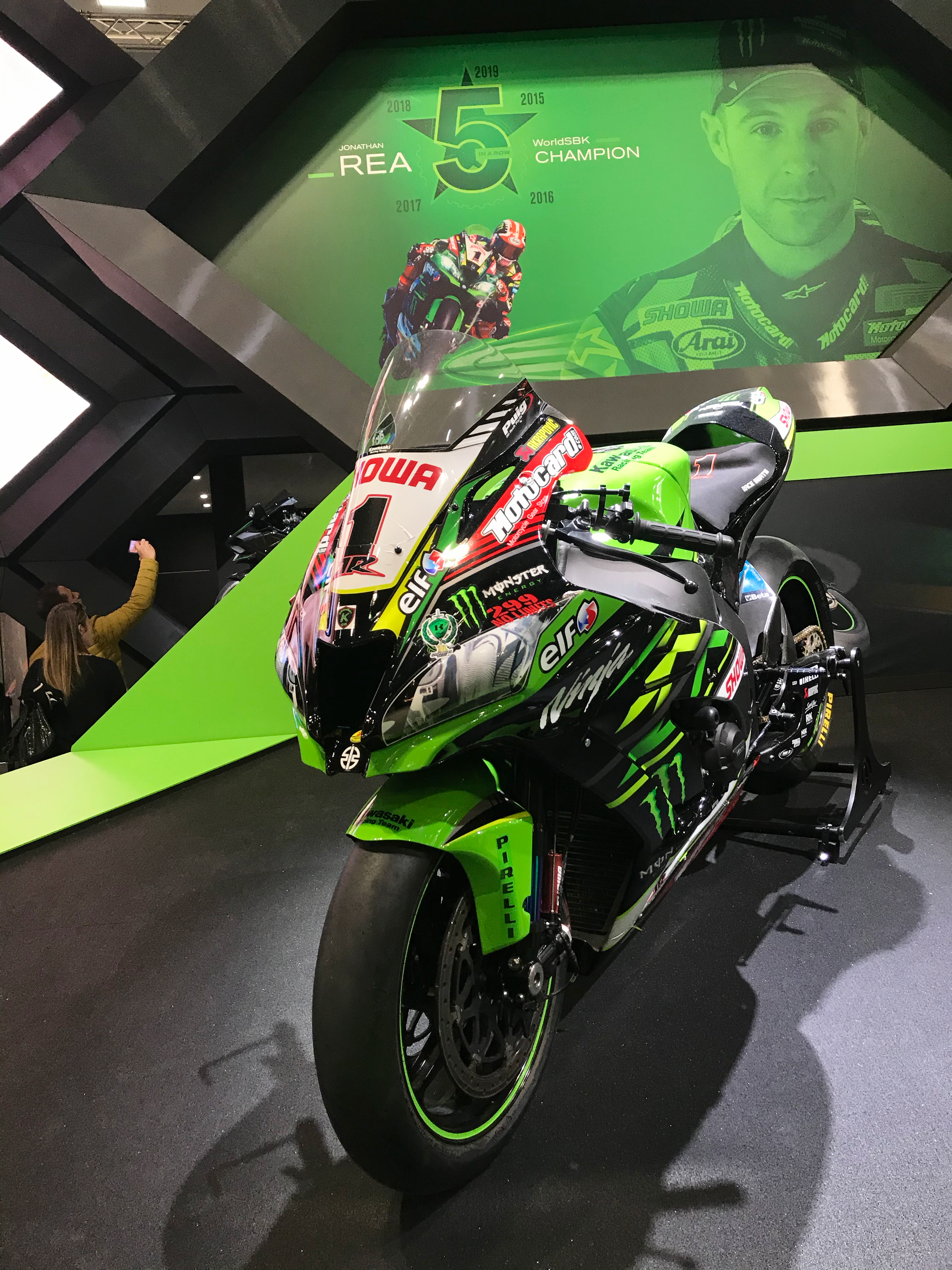
Ninja ZX-10RR di Jonathan Rea campione del mondo WSBK 2019 in mostra al salone milanese di EICMA.

### Mondiale Supersport 300
Kawasaki è presente in questa nuova categoria, fin dalla sua stagione inaugurale nel 2017 con la motocicletta Kawasaki Ninja 300. Ottiene il secondo posto in classifica costruttori e tre vittorie nei singoli Gran Premi. Nella stagione 2018 la casa giapponese mette in pista un nuovo modello: la Kawasaki Ninja 400. Al termine del campionato ottiene sia il titolo costruttori che il titolo piloti con la spagnola Ana Carrasco. Nel 2019 la Ninja 400 è la moto più performante di categoria, conquista infatti tutte le gare in calendario tranne unaː il Gran Premio di Gran Bretagna vinto dall'italiano Kevin Sabatucci in sella ad una Yamaha YZF-R3. Al termine della stagione Manuel González ottiene il titolo mondiale. Nel 2020 il titolo va all'olandese Jeffrey Buis, a Kawasaki anche il titolo costruttori con undici vittorie su quattordici gare in calendario. Nel 2021 conquista nuovamente il titolo costruttori, con tredici vittorie su sedici Gran Premi disputati, ed il titolo piloti con lo spagnolo Adrián Huertas.
Nel 2022, sesta edizione del mondiale Supersport 300, Kawasaki vince lo stesso numero di gare di Yamaha ma si classifica al secondo posto tra i costruttori con un distacco di diciassette punti. Secondo posto anche in classifica piloti con Victor Steeman. Nel 2023 Kawasaki vince il quinto titolo costruttori con un Gran Premio di anticipo sulla fine del campionato. Il titolo piloti va a Jeffrey Buis, primo pilota a vincerlo due volte. Buis sopravanza di sette punti un altro pilota Kawasakiː José Luis Pérez González. Nel 2024 con dieci gare vinte su sedici, arriva il titolo costruttori sebbene quello piloti sia sfuggito all'ultima gara in favore di Aldi Mahendra (su YZF-R3).

### Superstock 1000 FIM Cup
In questa categoria la casa di giapponese fa il suo esordio già nella stagione inaugurale del 1999 nella quale ottiene la prima vittoria in occasione del Gran Premio d'Austria con il pilota locale Martin Bauer. Nelle stagioni a seguire l'impegno di Kawasaki rimane limitato a singole stagioni o partecipazioni estemporanee con piloti wild card. A partire dalla stagione 2008 l'impegno diventa costante e continuativo. I migliori risultati in questo campionato sono i titoli costruttori vinti nelle stagioni 2012, 2014 e 2017.

### Europeo Superstock 600
Kawasaki fa il suo esordio in questa categoria nella stagione inauguraleː il 2005 ottenendo il primo podio in occasione del Gran Premio di Repubblica Ceca con il pilota italiano Niccolò Canepa. Nel corso degli anni partecipa costantemente al campionato europeo Superstock 600 fino ad ottenere il titolo piloti nelle ultime tre edizioniː con il turco Toprak Razgatlıoğlu nel 2015 e con gli italiani Marco Faccani e Franco Morbidelli rispettivamente nelle edizioni 2014 e 2013. Kawasaki risulta essere la terza casa motociclistica più vincente di categoria assestandosi a quota ventidue Gran Premi conquistati.

### European Junior Cup
La European Junior Cup, manifestazione progettata per i giovani desiderosi di cimentarsi nel mondo delle derivate dalla serie, ha visto Kawasaki svolgere il ruolo di fornitore unico delle moto nella stagione 2011. Il mezzo utilizzato fu la Ninja 250R con cui l'australiano Matt Davies si aggiudicò la prima edizione di questo campionato.

## Campionato mondiale di Motocross
Anche nel settore delle competizioni fuoristrada Kawasaki è presente da molti anni e anche nel campionato mondiale di motocross ha raccolto diversi allori, ottenendo 5 titoli mondiali piloti (due nella classe regina e tre nella minore) e 2 titoli mondiali costruttori (uno per classe).

## Campionato mondiale Supercross
Kawasaki è presente nel Campionato mondiale di supercross ed AMA motocross fin dagli anni '70 vincendo subito parecchi campionati. 

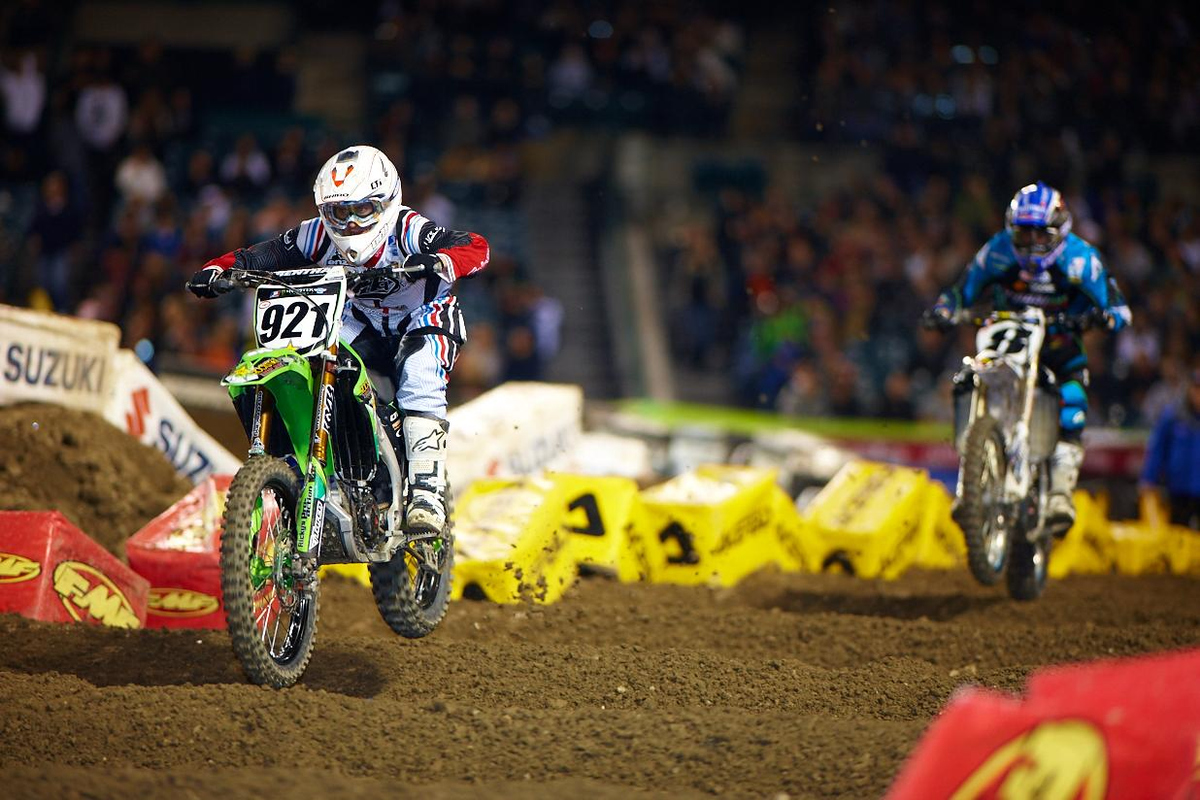
Manu Rivas in una fase di gara del campionato AMA 2010.

Dagli anni '90 è divenuta una delle squadre di spicco del campionato insieme ai team ufficiali Honda HRC e Yamaha Factory (quest'ultimo ritiratosi come team ufficiale dal 2010). Nel 2012, con il ritiro anche del Team Factory Suzuki, è rimasto l'unico team ufficiale insieme ad Honda. Tra AMA Motocross e Supercross Kawasaki Racing vanta ben 23 titoli piloti.
Ancora più vittoriosa (31 titoli) nella minore cilindrata (l'attuale classe 250) dove però schiera un team satellite, il Pro Circuit Monster Energy, che corre anch'esso sia supercross che motocross. Questo team è molto famoso per essere sempre alla ricerca di nuovi talenti da lanciare nel massimo campionato, spesso prelevando campioni dall'Europa.
Nel Mondiale Supercross ed AMA Motocross 2012 schiera due piloti: Ryan Villopoto e Jake Weimer.